# Feira Nova do Maranhão
Feira Nova do Maranhão är en kommun i Brasilien.   Den ligger i delstaten Maranhão, i den östra delen av landet, 1 000 km norr om huvudstaden Brasília. Antalet invånare är 8 120.
Följande samhällen finns i Feira Nova do Maranhão:
- Bom Jardim

Omgivningarna runt Feira Nova do Maranhão är huvudsakligen savann. Runt Feira Nova do Maranhão är det mycket glesbefolkat, med 4 invånare per kvadratkilometer.